# Тир (стрельбище)

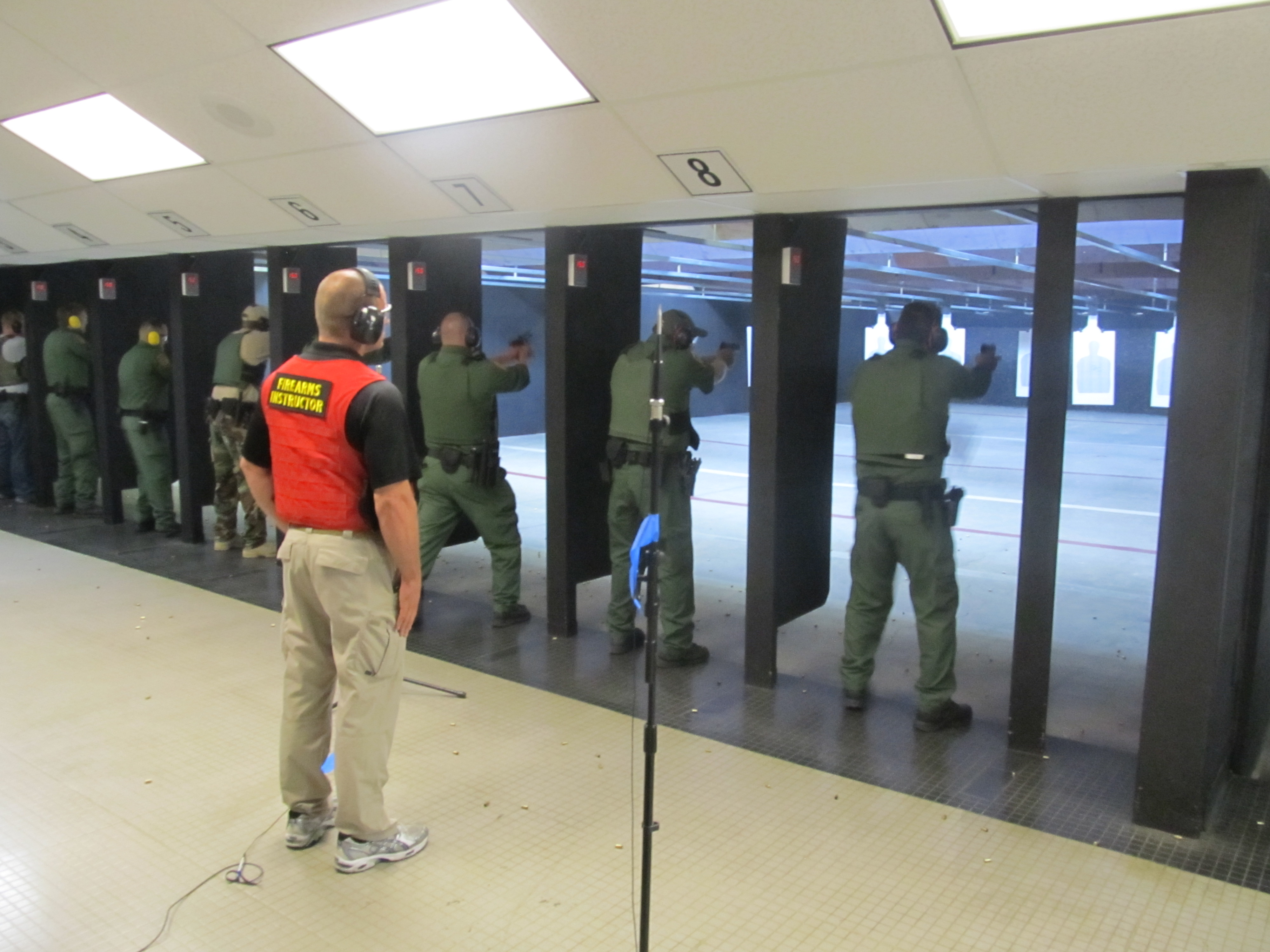
армейский тир в США

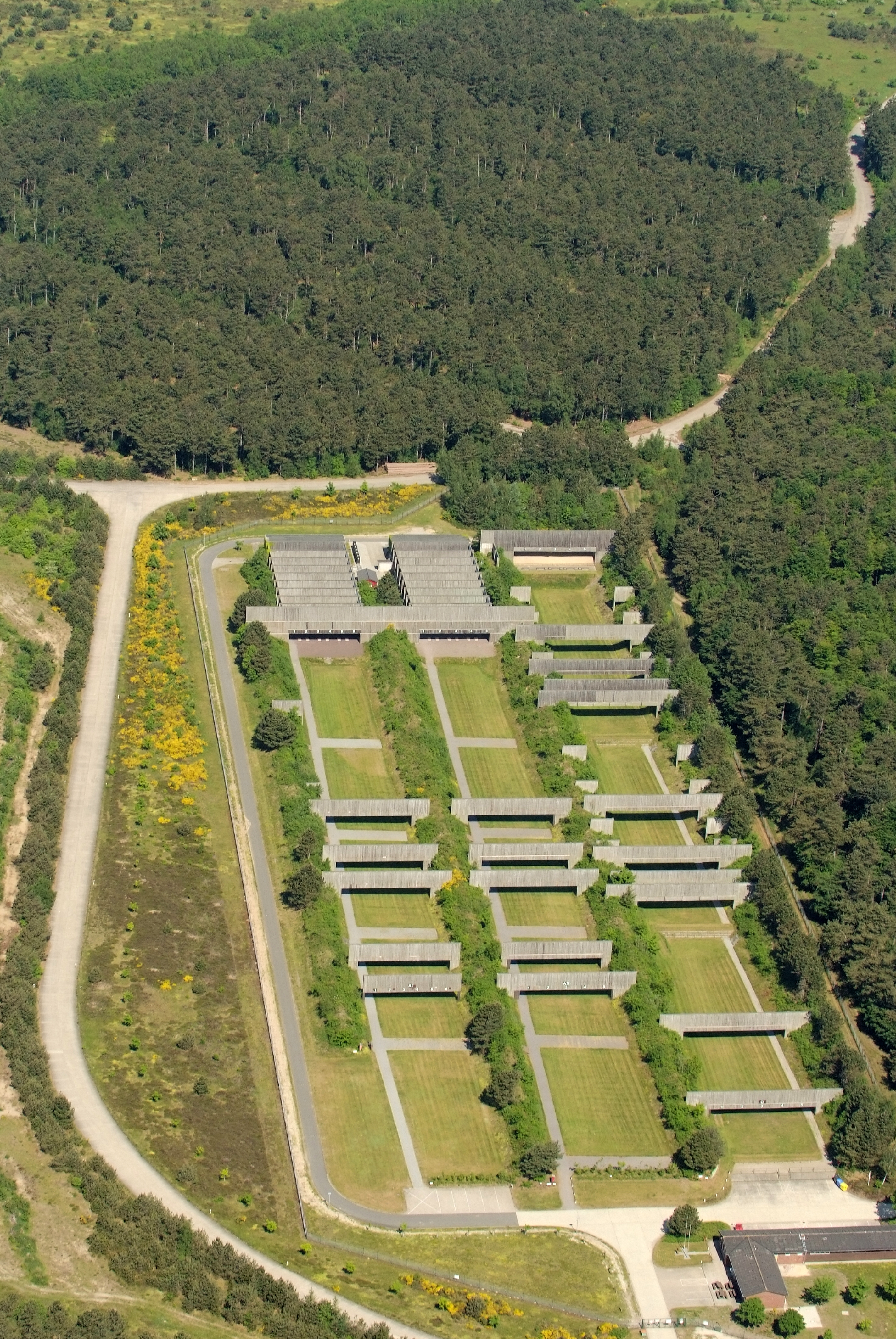
Стрельбище в Нижней Саксонии

Тир (фр. tir от глагола tirer — «тянуть, натягивать (лук), отсюда — стрелять») — место, специально приспособленное для целевой и учебной стрельбы из персонального стрелкового оружия; обычно помещение, в котором есть стрелковые позиции и мишени.
В других источниках указано что Тир стрелко́вый (фр. tir от фр. tirer — стрелять), специально оборудованное сооружение для стрельбы по мишеням из индивидуального боевого, служебного и спортивного стрелкового оружия (пистолетов, карабинов, винтовок, автоматов) на учебно-тренировочных занятиях или во время проведения соревнований, Тир — помещение для стрельбы в цель, и Тир м. стрельбище, стрельба в цель и устройство для этого, и Стрельба, стрельбище, устройство, заведенье для стрельбы в цель, тир, фр.  поприще для стрельбы, а также Стрельбище, поприще, в старину знач. расстоянье полёта стрелы.

## Варианты обустройства тиров

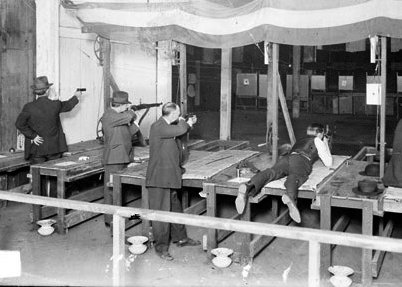
Стрелки в тире (США, 1915 год)

Наиболее распространённые варианты тиров — для целевой стрельбы из пневматического оружия и для огнестрельного оружия. Тиры для огнестрельного оружия отличаются наличием рикошетного канала и пулеприёмника за линией мишеней. 

Чаще всего для этих целей используются деревянные чурбаны длиной не менее 0,5 метра, уложенные в плотный штабель.
Тиры для стрельбы из прокатного пневматического оружия часто встречаются в парках и зонах отдыха. Наиболее часто в таких тирах встречается однозарядная учебная пневматическая винтовка ИЖ-38.
Тиры для огнестрельного оружия в основном приспосабливаются для стрельбы из малокалиберных винтовок (5,6 мм) и пистолетов. Принадлежат в основном ДОСААФ.
Для проведения стрельб из автоматического, крупнокалиберного или опытного огнестрельного оружия используются стрельбища — отдалённые от населённых пунктов полигоны.

## Специальные и новые типы тиров и стрельбищ

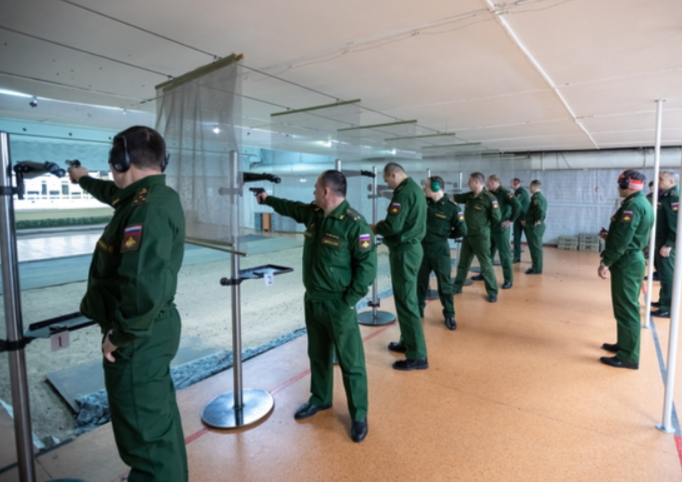
Стрелковый тир Российской армии. Самара

В настоящее время существуют тиры пневматические с сенсорным экраном, интерактивные мультимедийные лазерные тиры. Место попадания шарика (пневматический интерактивный тир) или светового пятна от лазерного оружия (лазерный тир) фиксируется видеокамерой и обрабатывается включенным в систему компьютером который может представлять часть единой целой системы в одном корпусе: проектор, камера и компьютер, либо ноутбук, подключенный кабелем. Рассмотренные системы являются наиболее безопасными из-за отсутствия пуль и используются как для подготовки силовых структур, так и в индустрии развлечений.
Лазерные тиры являются наиболее гибкими и активными системами. С помощью специальных устройств они могут быть приспособлены для беспулевой стрельбы из боевого огнестрельного оружия (известна, например, российская система, использующая пьезоэлектрические светоизлучающие вставки в ствол пистолета Макарова).

Наиболее новым видом развлекательных тиров можно назвать появившиеся всего несколько лет назад, но уже набравшие свою популярность арбалетно-лучные тиры. Довольно долгое время стрельба из арбалета и лука была доступна лишь спортсменам, профессионально занимающимся этим видом спорта или спортсменам-любителям стреляющим из арбалетов и луков на специально организованных спортивных площадках. Основным препятствием для широкого распространения это вида досуга была невозможность обеспечения необходимого уровня безопасности. Однако, появление новых материалов и технологий позволило создать различного вида стрелоулавливающие материалы отвечающие современным требованиям безопасности, а также отличающиеся долговечностью и мобильностью.